# Halloween (phim 2018)
Halloween là một bộ phim kinh dị Mỹ năm 2018 được đạo diễn bởi David Gordon Green và được viết kịch bản bởi Green, Jeff Fradley và Danny McBride. Đây là phần thứ mười một của loạt phim Halloween, và được xem như là phần tiếp theo trực tiếp của Halloween 1978, trong khi không quan tâm các phần phim còn lại.

## Nội dung
Tháng 10 năm 2018, 40 năm sau vụ án mạng ở Haddonfield, hai phóng viên Aaron Korey và Dana Haines đến bệnh viện tâm thần Smith's Grove để thăm kẻ sát nhân Michael Myers. Họ có cuộc phỏng vấn Tiến sĩ Ranbir Sartain, học trò cũ của Tiến sĩ Samuel Loomis, trước khi gặp mặt Michael. Aaron đưa ra chiếc mặt nạ trắng của Michael cho hắn xem, nhưng hắn vẫn không hề nói một lời nào.
Ở thị trấn Haddonfield, Illinois, Laurie Strode đã sống trong nỗi ám ảnh về Michael Myers suốt 40 năm qua. Bà có hai cuộc hôn nhân đổ vỡ và có mối quan hệ phức tạp với người con gái Karen. Laurie đã chuẩn bị cho sự trở lại của Michael thông qua việc tập luyện chiến đấu.
Chiếc xe buýt chở bệnh nhân tâm thần đến nơi giam giữ mới xảy ra tai nạn giữa đường. Các bệnh nhân đều thoát ra, trong đó có cả Michael. Hắn giết hai bố con chạy ngang con đường đó để ăn cắp chiếc xe. Ngày hôm sau, cũng là ngày Halloween, Michael giết Aaron, Dana và vài người khác ở trạm xăng. Hắn lấy lại chiếc mặt nạ và tiến thẳng về Haddonfield. Laurie cảnh báo Karen và chồng cô Ray về việc Michael bỏ trốn, nhưng họ không quan tâm lời bà nói.
Tối hôm đó Allyson, con gái của Karen cũng là cháu ngoại của Laurie, phát hiện ra bạn trai cô Cameron đã phản bội cô trong bữa tiệc Halloween của trường. Cô bỏ ra về cùng Oscar. Trong khi đó Michael sát hại hai người phụ nữ trong thị trấn. Vicky, bạn thân của Allyson, trông chừng cậu bé Julian Morrisey đến khi bạn trai cô Dave ghé qua. Michael tấn công giết Vicky và Dave, còn Julian chạy khỏi ngôi nhà. Cảnh sát Frank Hawkins và Laurie biết được sự việc qua radio liền đến ngôi nhà, thấy xác chết của Vicky và Dave. Michael đứng trên cửa sổ nhìn xuống Laurie, hai người mặt đối mặt với nhau lần đầu tiên sau bốn thập kỷ. Laurie bắn Michael nhưng hắn biến mất.
Laurie bảo Karen và Ray đến ẩn náu trong nhà của bà để an toàn hơn. Michael đến chỗ Allyson và Oscar, giết chết Oscar trong khi Allyson hoảng sợ bỏ chạy. Hawkins và Tiến sĩ Sartain đến đón Allyson, trên đường đi Hawkins cho xe tông vào Michael. Sartain, người muốn tìm hiểu nguyên nhân Michael giết chóc, đã ra tay giết chết Hawkins. Michael sau đó tỉnh lại giết chết Sartain trong khi Allyson bỏ chạy vào rừng. Tên sát nhân tâm thần còn giết thêm hai người cảnh sát nữa để lấy xe của họ lái đến nhà Laurie, rồi giết chết Ray.
Laurie cho Karen xuống phòng an toàn, trước khi bà giao chiến với Michael. Michael xô Laurie ra khỏi ban công, nhưng khi hắn kiểm tra lại thì xác bà đã biến mất. Allyson về đến nhà đoàn tụ với mẹ và bà ngoại. Laurie, Karen và Allyson phục kích Michael, nhốt hắn trong căn phòng an toàn dưới tầng hầm, rồi Laurie đốt cháy cả ngôi nhà. Laurie, Karen và Allyson tẩu thoát trên chiếc xe bán tải chạy ngang qua. Cảnh quay cuối cùng cho thấy ngôi nhà đang bốc cháy, nhưng Michael không còn đứng trong căn phòng nữa. Trong cảnh hậu danh đề, tiếng thở của Michael vang lên, tiết lộ hắn vẫn còn sống.

## Diễn viên
- Jamie Lee Curtis vai Laurie Strode
- Judy Greer vai Karen Nelson
  - Sophia Miller vai Karen lúc nhỏ
- Andi Matichak vai Allyson Nelson
- Toby Huss vai Ray Nelson
- James Jude Courtney vai Michael Myers
  - Nick Castle vai Michael Myers (lúc đứng trên cửa sổ)
- Haluk Bilginer vai Tiến sĩ Ranbir Sartain
- Will Patton vai Frank Hawkins
- Virginia Gardner vai Vicky
- Jefferson Hall vai Aaron Korey
- Rhian Rees vai Dana Haines
- Dylan Arnold vai Cameron Elam
- Miles Robbins vai Dave
- Drew Scheid vai Oscar
- Jibrail Nantambu vai Julian Morrisey
- Omar Dorsey vai Cảnh sát trưởng Barker
- Brien Gregorie vai Bố của Kevin
- Vince Mattis vai Kevin